# El hotelito
El hotelito es una obra de teatro, escrita por Antonio Gala y estrenada en el Teatro Carlos III de Albacete el 6 de diciembre de 1985.

## Argumento
Sobre el escenario, cinco mujeres charlan, discuten, se reconcilian, interactúan. En realidad, cada una de ellas representa a una Comunidad Autónoma española distinta: Galicia (Carmiña), Andalucía (Rocío), Madrid (Paloma), Cataluña (Montserrat) y el País Vasco (Begoña), en una alegoría de España y la convivencia de sus regiones y nacionalidades. El país se representa en el hotelito en que todas conviven y van a vender a una extranjera a la que esperan ese mismo día. Finalmente, deciden mantener el hotelito y continuar juntas.

## Estreno
- Dirección: Gustavo Pérez Puig y Mara Recatero.
- Decorados: Francisco Nieva.
- Música: Gregorio García Segura.
- Iluminación: José Luis Rodríguez.
- Reparto: María José Alfonso (Rocío), Julia Martínez (Montserrat), Beatriz Carvajal (Carmiña), Josele Román (Begoña) y Pilar Bardem (Paloma).

## Reposición
La obra volvió a montarse 28 años después de su estreno en el Teatro Fernán Gómez de Madrid.
- Dirección: Mara Recatero.
- Reparto: Bárbara Rey (Carmiña), María Casal (Paloma), Elena Martín (Rocío), María Garralón (Begoña) y Alejandra Torray (Montserrat).

En gira por España en 2014, permanecieron en el elenco Rey y Garralón, siendo el resto de las actrices remplazadas por María Kosty, Mónica Gracia y M.J. Sarrate.